# Schlacht um Bergama
Die Schlacht um Bergama fand im Juni 1919 während des Griechisch-Türkischen Krieges bei Bergama in der Provinz Izmir statt. Die Streitkräfte der türkischen Nationalbewegung (Kuvayı Milliye) vertrieben am 15. Juni 1919 die griechische Armee aus der Stadt, mussten sich aber am 22. Juni wieder zurückziehen.

## Hintergrund
Nach den Entscheidungen des Alliierten Obersten Kriegsrats besetzte die griechische Armee am 14. Mai 1919 die Stadt Izmir (damals Smyrna). In den folgenden Wochen besetzte die Armee sukzessive auch das Umland. Den Griechen schlug sofort bewaffneter Widerstand irregulärer Kräfte der türkischen Nationalbewegung entgegen und auch Politik und Verwaltung leisteten Widerstand: Da die Region Smyrna noch offiziell osmanisches Territorium war, blieben türkische Beamte in der Zivilverwaltung sowie in der Telegrafie und bei der Eisenbahn im Amt. Eine Zensur wurde nicht auferlegt und so die freie Verbreitung der Propaganda der türkischen Nationalbewegung nicht verhindert. Die Entwaffnung der Zivilbevölkerung (einschließlich der demobilisierten osmanischen Soldaten) wurde von den Alliierten verboten. Dies ermöglichte es den Türken, Waffen und Munition zu sammeln, wobei bewaffnete Gruppen gebildet wurden, die häufig von entlassenen Offizieren der osmanischen Armee geführt wurden.
Bergama liegt rund 90 km nordöstlich von Izmir im Tal des Flusses Bakırçay. Am 12. Juni 1919 wurde die Stadt unter Major Apostolos Sermakezis vom 1. Bataillon des 8. Kretischen Regiments (Gebirgsartillerie) und einer halben Kompanie der Kavallerie besetzt. Der Kaymakam protestierte dagegen, weil die Besetzung der Stadt nicht Teil der Übereinkommens zwischen der osmanischen Regierung und den Alliierten des Ersten Weltkrieges war. Am nächsten Tag wurden 110 Mann in die Hafenstadt Dikili verlegt, um die Versorgung der griechischen Truppen sicherzustellen. Am gleichen Tag unterrichtete Major Sermakezis seine Vorgesetzten von der 1. Infanteriedivision in Smyrna unter Oberst Nikolaos Zafeiriou, dass sich türkische Kräfte um Bergama sammelten, um seien Position anzugreifen.
Die türkischen Streitkräfte um Bergama wurden von Omer Kemal Bey befehligt, dem Kommandeur von Soma. Sie bestanden aus irregulären und wenigen regulären Truppen aus Soma, Kınık, Balıkesir, Kaşıkçı, Turanlı, Ayvalık und Kozak. Die Griechen hatten in der Stadt zweieinhalb Infanterie-Kompanien, drei Maschinengewehr-Geschwader, zwei Gebirgsgeschütze und eine halbe Kavallerie-Kompanie. Die Griechen besetzen die Hügel rund um die Stadt sowie die Brücke und das Aquädukt über den Bakırçay.

## Verlauf
Der türkische Angriff begann am 15. Juni um 10.00 Uhr mit einem Angriff auf den Verteidigungsring der Griechen. Am selben Morgen wurde auch die Wache auf der Flussbrücke und eine Nachschubkolonne in Richtung Dikili von irregulären türkischen Truppen angegriffen. Zur gleichen Zeit wurden die Telegraphenlinien unterbrochen. Als die Nachricht über den Angriff Smyrna erreichte, beorderte Oberst Zafeiriou das 6. Archipel-Regiment unter Führung von Oberst Charalambos Tseroulis auf ein Schiff nach Dikili, um der griechischen Garnison in Bergama zur Hilfe zu eilen. Das Regiment wurde um Mitternacht eingeschifft und erreichte Dikili am nächsten Morgen.

### Einnahme der Stadt durch türkische Truppen
In der Zwischenzeit hatten die türkischen Truppen, die Bergama angriffen, stetig an Boden gewonnen und die Hügel und Wälder der Gegend als Deckung benutzt. Gegen 11.00 Uhr hatten sich starke türkische Streitkräfte der Stadt etwa 6 km östlich, 4 km südlich und ein paar hundert Meter nördlich genähert. Gegen 11.30 Uhr war der nördliche Vormarsch zum Stillstand gekommen, aber die griechischen Stellungen wurden von bewaffneten Einheimischen angegriffen. In der Stadt wurde eine griechische Patrouille von zivilen Gebäuden aus beschossen. Sermakezis entschloss sich, nur wenige Männer zur Bewachung der Kaserne in der Stadt zu lassen und setzte seine gesamten Kräfte ein, um den Verteidigungsring der Stadt zu halten. Er entsandte seine Kavallerietruppe zur Verstärkung der Stellung an der Brücke und eine Abteilung von 45 Mann, welche die Straße nach Menemen blockierten. Die Einnahme des Hügels von Pergamon gegen Nachmittag brachte die griechischen Stellungen in ernste Gefahr und ihr Kommandant beschloss, sich im Schutz der Nacht zurückzuziehen.
Der Rückzug begann um 21.30 Uhr und verlief anfangs reibungslos, bis die Türken die Geräusche der Tragtiere wahrnahmen und in Richtung der griechischen Kolonne zu schießen begannen. Dies führte zur Panik unter den griechischen Truppen und die Kolonne flüchtete ohne die schweren Ausrüstung. Diese Abteilung traf bald bei der Brücke ein, wo sie mit der Kavallerie vereinigt wurde und gegen Mitternacht in Richtung Menemen aufbrach. Auf halbem Weg nach Menemen traf gegen 11.30 Uhr im Dorf Ali Agha die sich zurückziehende Abteilung auf die Verstärkung aus Menemen (1 Infanterie- und 1 Maschinengewehrkompanie sowie die 8. Kompanie des Kretischen Regiments). Nachdem sie zwei Kompanien als Absicherung zurückgelassen hatten, setzte die Abteilung ihren Rückzug nach Menemen fort. Die griechischen Truppen, die von Dikili in Richtung Bergama vorrückten, zogen sich ebenfalls zurück, als die Aufgabe der Stadt bekannt wurde.
Die griechische Abteilung hatte einen Offizier und 9 Soldaten verloren, ein Offizier und 8 Soldaten waren verwundet worden und 86 Soldaten wurden noch vermisst. Als die griechischen Truppen in die Gegend zurückkehrten, fanden sie die Mehrheit der vermissten Soldaten tot in den Außenbezirken von Bergama.

### Rückeroberung durch die Griechen
Die sich zurückziehenden griechischen Truppen aus Bergama kamen am 16. Juni um 22.00 Uhr in Menemen an. Während des Rückzugs verloren sie die meisten der Tragtiere und ihre Vorräte und wurden regelmäßig von türkischen Kavalleristen und bewaffneten Bauern angegriffen. Die Truppe stand in Memenen gleich einem bewaffneten Widerstand der osmanischen Behörden gegenüber, was zu einem Vergeltungsmassaker gegen die örtliche Zivilbevölkerung führte.
Die Ereignisse in Bergama waren eine Überraschung für das griechische Kommando und zeigten, dass die türkischen Streitkräfte zu koordinierten Operationen in der Lage waren. General Konstantinos Nider beorderte das 6. Archipel-Regiment aus Dikili und aus Menemen eine Abteilung unter Leitung von Oberst Mavroudis mit Kräften des 5. Archipel-Regiments, ein Kavallerie-Bataillon und Artillerie nach Bergama. Nach der Landung in Dikili am 16. Juni, setzte sich das 6. Regiment am 18. Juni Richtung Bergama in Marsch und richtete nach ersten Angriffen des türkischen Widerstands ein Camp ein. Um 4.00 Uhr am 19. Juni begannen beide griechische Kolonnen den Vormarsch auf Bergama.
Gegen 6.15 Uhr traf das 6. Regiment auf ersten türkischen Widerstand und war bis 14.00 Uhr in Kämpfe verwickelt. In der Zwischenzeit hatte Oberst Tseroulis eine weitere Kolonne geschickt, um die Brücke über den Bakırçay zu erobern, die gegen Mittag auf die Türken traf. Zwei weitere Kompanien wurden geschickt, um die Straße in Richtung Soma einzunehmen. Diese Truppen wurden nach 10.00 Uhr in ein schweres Feuergefecht verwickelt. Trotzdem gelang es Tseroulis gegen 13.00 Uhr, die Höhen im Norden der Stadt einnehmen, und als die Menemen-Kolonne unter Mavroudis um 14:00 Uhr auf der Brücke ankam, vereinigte sie sich mit den dort kämpfenden Männern von Tseroulis.
Nachdem die Türken erkannt hatten, dass sie nicht über genügend Männer, Waffen und Munition verfügten, entschieden sie sich, Bergama aufzugeben und sich aus der Stadt zurückzuziehen. Eine kleine türkische Gruppe von 56 Männern, die mit einem Maschinengewehr ausgerüstet und von Sabri Bey befehligt wurde, erhielt den Auftrag, den Rückzug abzusichern. Es gelang ihnen, die griechischen Truppen einen ganzen Tag lang aufzuhalten, bis alle verbliebenen türkischen Truppen Bergama verlassen hatten. Die griechischen Truppen marschierten am 20. Juni 1919 in die Stadt ein.

## Folgen
Aus Angst vor Vergeltungsmaßnahmen der griechischen Truppen flohen in den folgenden Tagen 80.000 bis 100.000 türkische Zivilisten aus dem Gebiet um Bergama.